# Yvonne Lefébure
Yvonne Lefébure (29 de junho de 1898, Ermont – 23 de janeiro de 1986, Paris) foi uma pianista clássica francesa e professora.

## Infância e educação
Lefébure iniciou seus estudos de piano com uma professora local. Em 1906, foi apresentada a Marguerite Long, que aconselhou seus pais a investir seriamente na sua formação musical. Ela ingressou no Conservatório de Paris, onde aos nove anos ganhou a medalha de ouro no Concours des Petits Prodiges e aos quatorze conquistou o premier prix na classe de Alfred Cortot, executando a Sonata Appassionata, Op. 57, de Beethoven.

Ela estreou com a Orquestra Lamoureux sob regência de Camille Chevillard, tocando o Concerto para Piano nº 2 em sol menor de Saint-Saëns. No entanto, sua mãe preocupava-se com a exposição precoce e a incentivou a retornar aos estudos, onde ganhou prêmios máximos em piano, harmonia, contraponto, acompanhamento e fuga.

## Carreira de artista
Apesar do sucesso inicial, Lefébure declarou que precisou reaprender sua técnica pianística sozinha, fato que influenciou sua abordagem pedagógica.
Continuou se apresentando, estreando na Inglaterra em 1933 no Wigmore Hall. Após a Segunda Guerra Mundial, atuou nos Estados Unidos, incluindo um recital no Town Hall de Nova York.
Em 1950, Pablo Casals convidou-a para se apresentar no primeiro Festival de Prades. Colaborou regularmente com Casals e com o violinista Sándor Végh, executando as sonatas completas para violino e piano de Beethoven.

## Docência
Aos 26 anos, Lefébure começou a ensinar na École Normale de Musique de Alfred Cortot, onde permaneceu até a Segunda Guerra Mundial. Depois da guerra, lecionou no Conservatório de Paris entre 1952 e 1967. Entre seus alunos notáveis estão Samson François, Imogen Cooper e Janina Fialkowska.
Em 1964, fundou o Juillet Musical de Saint-Germain-en-Laye, onde ministrava cursos de interpretação.

## Legado e discografia
Lefébure foi uma grande defensora da música francesa e trabalhou próxima a compositores como Maurice Emmanuel e Ravel. Seu repertório abrangia obras de Bach, Beethoven, Chopin, Schumann, Liszt e Dukas.
Gravou para as gravadoras HMV, Le Chant du Monde, EMI e Solstice, com muitas gravações posteriormente relançadas em CD. Destaques incluem as sonatas tardias de Beethoven e as Variações Diabelli, além de apresentações ao vivo com Wilhelm Furtwängler e a Orquestra Filarmônica de Berlim.
Após seu falecimento, foi criado um concurso internacional de piano em sua homenagem.